# Stráňavy
Stráňavy este o comună slovacă, aflată în districtul Žilina din regiunea Žilina, pe malul râului Stráňavský potok⁠(d). Localitatea se află la altitudinea de 425 m deasupra n.m., se întinde pe o suprafață de 10,87 km2 și în 2017 număra 1.856 de locuitori.

## Istoric
Localitatea Stráňavy este atestată documentar din 1356.

## Demografie
| An:                | 1994 | 2004   | 2014   | 2024   |
| ------------------ | ---- | ------ | ------ | ------ |
| Număr de persoane: | 1756 | 1831   | 1865   | 1897   |
| Diferență:         |      | +4,27% | +1,85% | +1,71% |

| An:                | 2023 | 2024   |
| ------------------ | ---- | ------ |
| Număr de persoane: | 1901 | 1897   |
| Diferență:         |      | −0,21% |